# J. S. Quémeneur
Pour les articles homonymes, voir Quéméneur.
Jean Seignard, dit J. S. Quémeneur, est un écrivain français, auteur de roman policier, né le 10 août 1922 à Vannes et mort le 24 janvier 2016 à Bordeaux.

## Biographie
Après des études supérieures et à l'École navale de la France libre en 1943, Jean Seignard passe plusieurs années dans la Marine nationale. Il vit ensuite quelques années en Guinée avant de revenir en France après la décolonisation.
Sous son nom de plume, il écrit quatre romans policiers historiques dont l'action se situe en Guinée lors de la période précédant l’indépendance de ce pays en 1958. Leurs différents protagonistes sont des aventuriers et de petits trafiquants français, souvent d’origine bretonne et alcooliques. Ils s'opposent aux policiers et aux membres du Rassemblement démocratique africain.
Inspiré par ce qu’il a vécu, Quémeneur signe des romans d'une forte originalité que Claude Mesplède juge de la façon suivante : « Quand on connaît le manichéisme de l'époque, on remarque vite ce regard avant-gardiste et franc-tireur. Ce Breton libertaire a disparu de la Série noire. Dommage ! Son humour noir et cynique, sa description fine de l’Afrique en voie de décolonisation, sa rigueur et sa couleur de plume ont bien rehaussé la production française de cette période. ».

## Œuvre

### Romans signés J. S. Quémeneur
- Les Coups pour rien, Série noire no 869, 1964
- La Complainte du broussard, Série noire no 930, 1965
- À la santé d’Adolphe !, Série noire no 1026, 1966, réédition Carré noir no 391, 1981 sous le nom de Jean Seignard
- La Grande Godille, Série noire no 1212, 1968

### Roman signé Jean Seignard
- Un week-end à Conakry, L’Harmattan, 1990

## Filmographie

### Adaptations
- 1971 : Les Coups pour rien, adaptation du roman éponyme par Pierre Lambert